# Микуличі (Підкарпатське воєводство)
Микуличі (пол. Mikulice) — село в Польщі, у гміні Ґаць Переворського повіту Підкарпатського воєводства.
Населення — 520 осіб (2011).

## Розташування
Село знаходиться за 7 км на схід від адміністративного центру ґміни села Гать, за 8 км на південний захід від адміністративного центру повіту Переворська і за 32 км на схід від адміністративного центру воєводства Ряшева.

## Історія
Після захоплення Галичини поляками Оттон Пілицький надавав лицарю Вербенці село Микуличі в 1375 р., називаючи в цьому ж документі сусідні села Нижатичі, Сетеш, Острів. Тоді ж початі латинізація та полонізація місцевого українського населення лівобережного Надсяння, зокрема вже до 1391 р. утворили в Нижатичах латинську парафію. Після смерті Оттона Пілицького всі довколишні села були у власності його доньки Ельжбети Грановської, яка 2 травня 1415 р. вийшла заміж за короля Владислава II Ягайла і Нижатичі стали королівською власністю. В 1515 р. село входило до каньчузького ключа Перемишльської землі Руського воєводства.
Село купив 1583 року Костянтин Корнякт.
У 1831 р. в селі було 2 греко-католики, які належали до парафії Кречовичі Каньчузького деканату Перемишльської єпархії. На той час унаслідок півтисячоліття польської колоніальної політики українці лівобережного Надсяння опинилися в меншості.
Згідно з "Географічним словником Королівства Польського" Микуличі в 1885 р. були частиною села Острів, яке належало до Ланцутського повіту Королівства Галичини і Володимирії, у Микуличах наявний 241 римо-католик. За даними шематизму того року в селі було 4 греко-католики.
У міжвоєнний період село входило до ґміни Каньчуга Переворського повіту Львівського воєводства, українці-грекокатолики належали до парафії Каньчуга Лежайського деканату Перемишльської єпархії. Українці не могли протистояти антиукраїнському терору після Другої світової війни.
У 1975-1998 роках село належало до Перемишльського воєводства.

## Демографія
Демографічна структура станом на 31 березня 2011 року:
|          | Загалом | Допрацездатний вік | Працездатний вік | Постпрацездатний вік |
| -------- | ------- | ------------------ | ---------------- | -------------------- |
| Чоловіки | 254     | 59                 | 169              | 26                   |
| Жінки    | 266     | 52                 | 148              | 66                   |
| Разом    | 520     | 111                | 317              | 92                   |